# Archäologisches Museum von Pithecusae
Das Archäologische Museum von Pithecusae (italienisch Museo archeologico di Pithecusae) ist ein Museum in der Gemeinde Lacco Ameno auf der Insel Ischia. Es ist vorrangig Ausgrabungsfunden der antiken Siedlung Pithekoussai gewidmet, die von griechischen Kolonisatoren um 770 v. Chr. gegründet wurde. Der Hauptsitz des Museums befindet sich im Hauptgebäude des Areals der Villa Arbusto, das als Kulturzentrum für verschiedene Zwecke genutzt wird.

## Geschichte
1947 gründeten der deutsch-italienische Archäologe Giorgio Buchner (1914–2005) und der Schweizer Vulkanologe Alfred Rittmann (1889–1970) ein Museum, das mit den bei späteren Ausgrabungen entdeckten Funden zu einem neuen Museum zusammengeführt wurde. Das heutige Archäologische Museum von Pithecusae wurde am 17. April 1999 in Anwesenheit prominenter Gelehrter wie des britischen Archäologen Sir John Boardman und des Chefkurators des Louvre-Museums Alain Pasquier eingeweiht.

## Ausstellungsgebäude

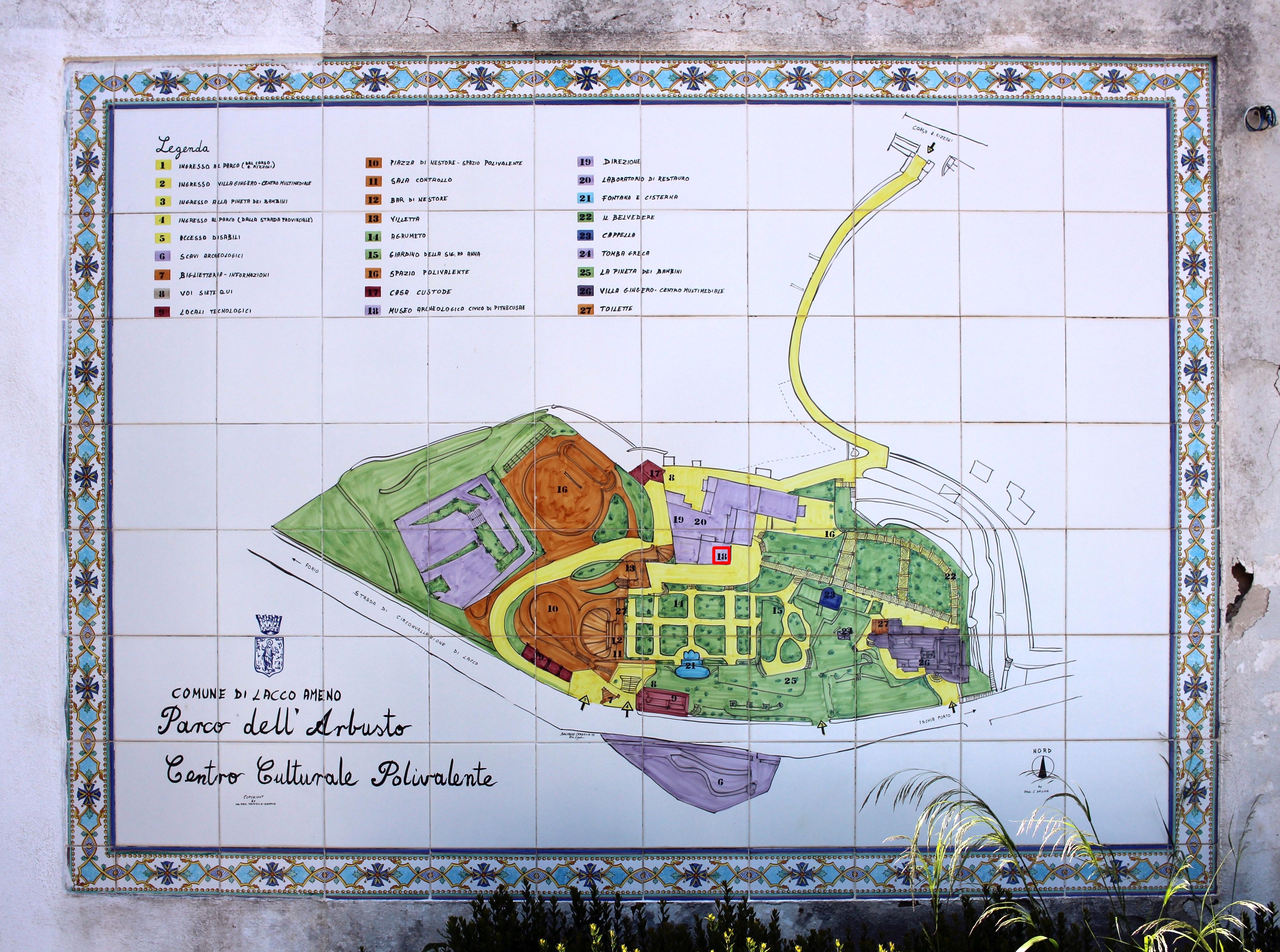
Lageplan der Häuser und des Parks der Villa Arbusto. Der Ort des Museums ist rot umrandet

Die Villa  Arbusto wurde im Jahr 1785 von Don Carlo Acquaviva, Herzog von Atri, an der Stelle erbaut, wo sich der Gutshof l’Arbusto („Strauch“) befand. Nach dem Aussterben der Acquaviva-Herrenlinie im Jahr 1805 und nachdem das Anwesen viele Hände durchlaufen hatte, erwarb es 1952 der italienische Filmproduzent, Verleger und Unternehmer Angelo Rizzoli (1889–1970). Die Villa kam nach dem Tod von Rizzoli in den Besitz der Gemeinde Lacco Ameno und wurde Hauptsitz des Museums. Das Museum zeigt die Geschichte der Insel von der Vorgeschichte bis zur Römerzeit in acht Räumen und befindet sich im ersten Stock des Gebäudes.

## Sammlung

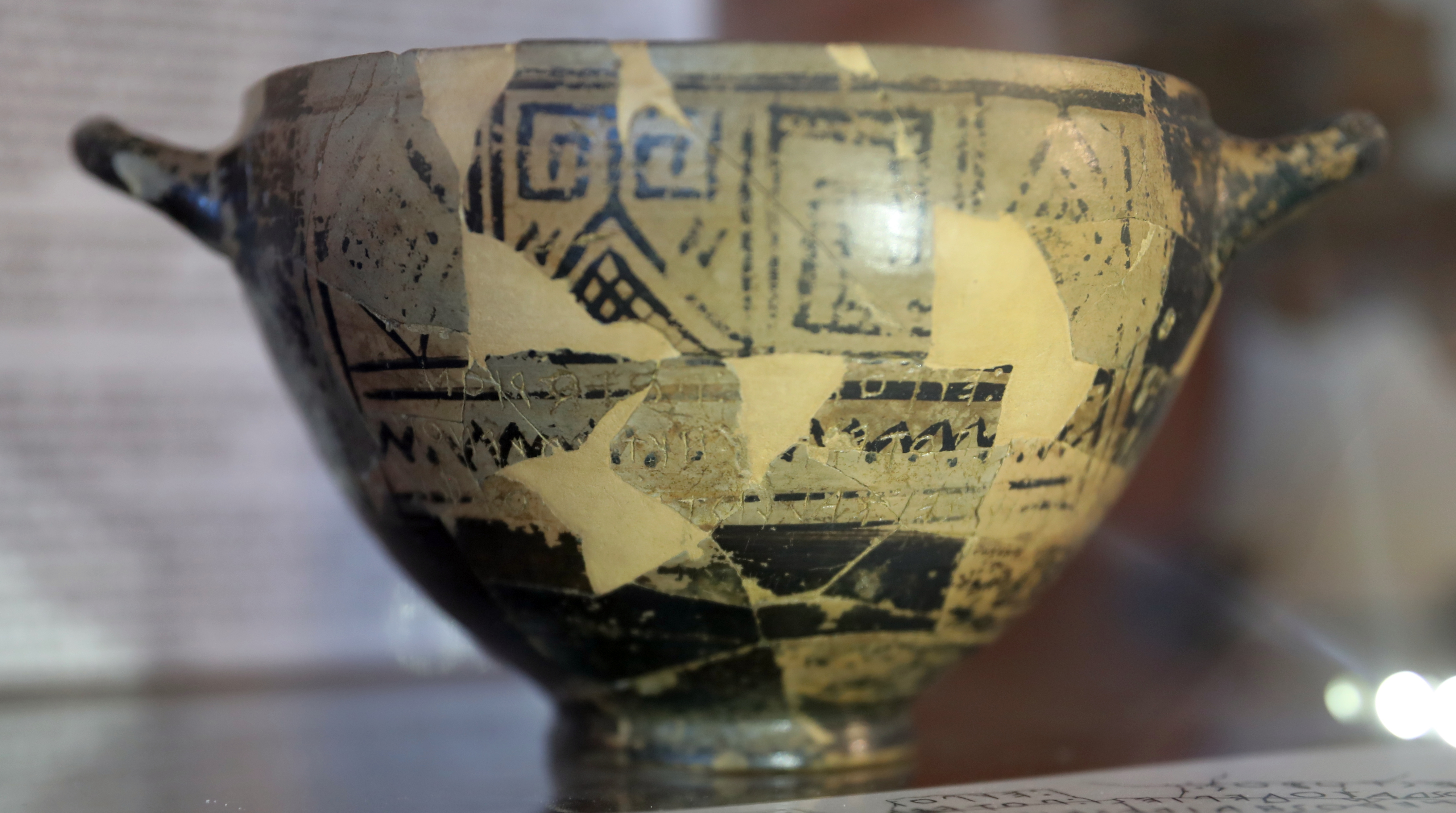
Der berühmte Nestorbecher. Darauf ist eine dreizeilige Inschrift eingeritzt

Im Museum sind etwa 10.000 Fundstücke inventarisiert. Die wichtigsten stammen aus der griechischen Siedlung Pithekoussai, die ab 1952 von Giorgio Buchner und seinem Team ausgegraben wurde.
Viele Fundstücke stammen aus der Nekropole im Tal von San Montano, das heute zum Ortsgebiet von Lacco Ameno gehört. Der berühmteste Fund ist der sogenannte Nestorbecher von Ischia. Auf ihm ist eine dreizeilige Inschrift in einem griechischen Alphabet eingeritzt. Es handelt sich um eine der frühesten datierbaren griechischen Inschriften in Alphabetform. Sein Alter lässt sich in die Zeit zwischen 725 und 720 v. Chr. einordnen.

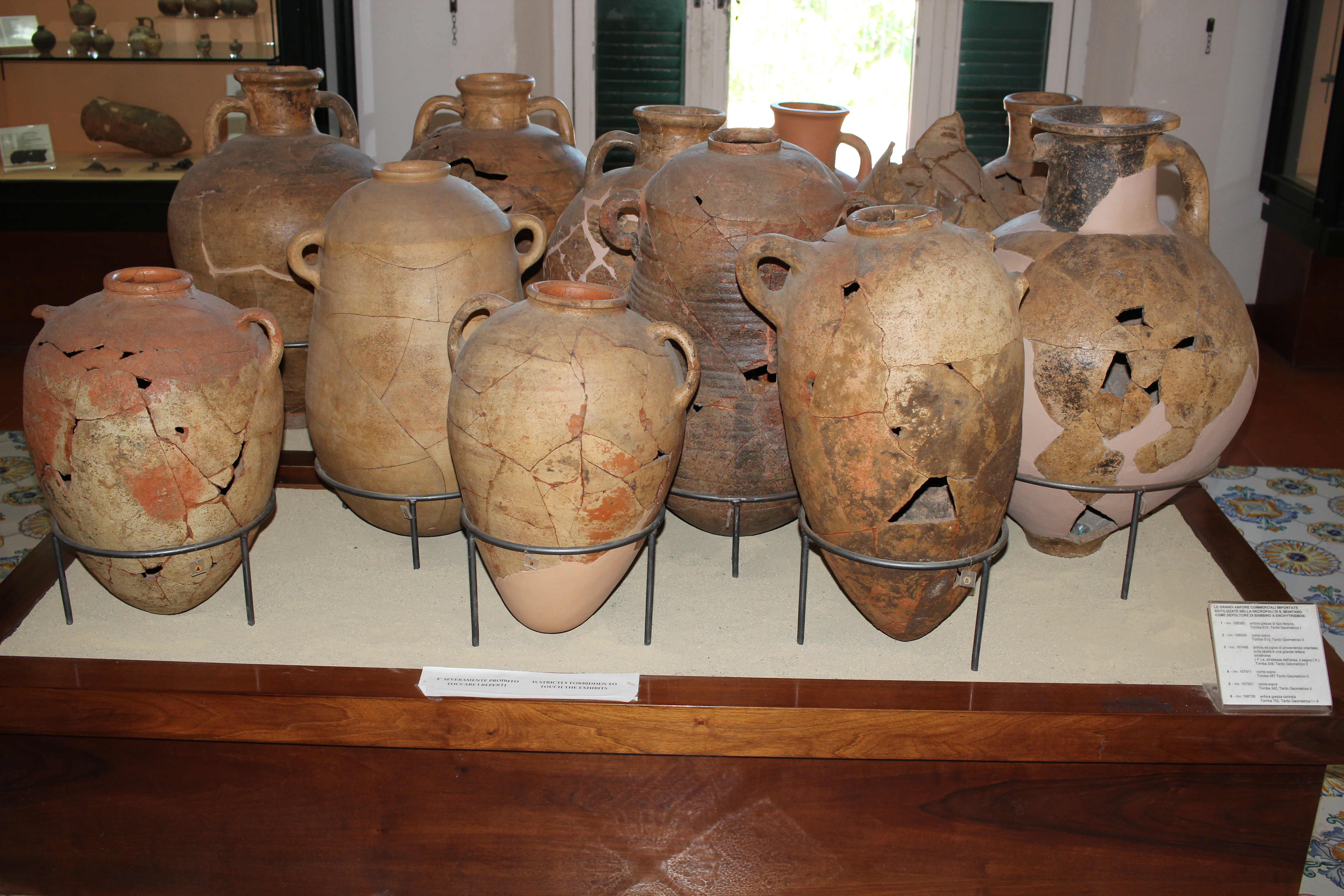
Amphoren wurden in der Nekropole von San Montano auch zur Bestattung von Kindern verwendet

Andere Gefäße stammen aus der nahe gelegenen Akropolis von Monte di Vico, vor allem schwarze Tafelkeramik (die sogenannte Campana A) aus hellenistischer Zeit, die in vielen Gebieten rund um das Mittelmeer gehandelt wurde. Reich ist der Bestand des Museums an antiken Amphoren. Wie die Ausgrabungen zeigten, wurden Amphoren in Pithekoussai nicht nur als Vorrats- und Transportgefäße für Öl, Oliven, Wein etc. genutzt, sondern man verwendete sie auch als Graburnen für Kinder.
Zeugnisse aus der Römerzeit wurden auf Ischia nicht so zahlreich gefunden. Es sind einige Votivreliefs der Zeitspanne vom 1. Jahrhundert. v. Chr. bis zum 3. Jahrhundert n. Chr. im Museum ausgestellt. Sie stammen aus einem Heiligtum der Nymphen von Nitrodi, das sich bei einer Quelle nahe der Ortschaft Barano d’Ischia befand und im Jahr 1759 von Bauern entdeckt wurde. Einige Stücke dieser Funde werden auch im Archäologischen Nationalmuseum Neapel gezeigt.
Kathryn Lomas von der Universität Durham, eine Kennerin der Geschichte Italiens, bewertet das Museum in ihrem Buch Der Aufstieg Roms so: „Das Museo Archeologico di Pithecusae in Lacco Ameno auf Ischia beherbergt eine faszinierende Sammlung von Artefakten aus der frühesten griechischen Siedlung in Italien, auch wenn sich keine Baureste erhalten haben.“

## Unsichere Zukunft
Der Bestand des Museums ist infrage gestellt. Viele öffentliche Einrichtungen in Italien, auch in touristischen Hochburgen, leiden unter Geldmangel. 2015 stand die Kommune Lacco Ameno vor dem finanziellen Aus. Der Bürgermeister Giacomo Pascale verkündete, dass er jetzt gezwungen sei, kommunale Immobilien zu verkaufen, um die Stadtkasse zu füllen. Hierzu zählt auch das Filetstück der städtischen Immobilien, die Villa Arbusto. Die Unterbringung des Museums wäre bei einem Verkauf vorerst nicht mehr gesichert.
Gegenwärtig (Stand: 2019) ist das Museum öffentlich zugängig.